# The One with the Embryos
"The One with the Embryos" là tập thứ mười hai, mùa thứ tư của loạt phim truyền hình hài kịch tình huống Mỹ Những người bạn. Tập phim được phát sóng lần đầu trên kênh NBC ở Mỹ vào ngày 15 tháng 1 năm 1998. Trong tập này, Phoebe (Lisa Kudrow) đồng ý mang thai hộ cho vợ chồng em trai Frank Jr. (Giovanni Ribisi) và Alice Knight (Debra Jo Rupp). Trong khi đó, một cốt truyện khác về việc Chandler (Matthew Perry) và Joey (Matt LeBlanc) biết rõ về Monica (Courteney Cox) và Rachel (Jennifer Aniston) như thế nào bằng cách đoán các món đồ trong túi mua sắm của họ, dẫn đến một cuộc thi đố vui cá cược mà Ross (David Schwimmer) làm quản trò.
Tập phim do Kevin S. Bright đạo diễn và Jill Condon và Amy Toomin đồng biên kịch. Ý tưởng để nhân vật Phoebe của Kudrow làm người mang thai hộ trùng với thời điểm nữ diễn viên mang thai ngoài đời thực. Các nhà sản xuất muốn tìm cách sử dụng việc Kudrow mang thai cho một cốt truyện cho mùa thứ tư và giao nhiệm vụ cho các nhà biên kịch. Ribisi và Rupp lần lượt thể hiện lại các vai diễn của họ là Frank Jr. và Alice, điều này ban đầu khó khăn vì cả hai đều có cam kết quay phim.
Tập phim đã nhận được sự hoan nghênh của giới phê bình, thường được xem là một trong những tập hay nhất của toàn bộ loạt phim và được các diễn viên và nhà sản xuất của đoàn làm phim yêu thích. Năm 2009, "The One with the Embryos" xếp thứ 21 trong danh sách "100 tập phim hay nhất mọi thời đại" của TV Guide.

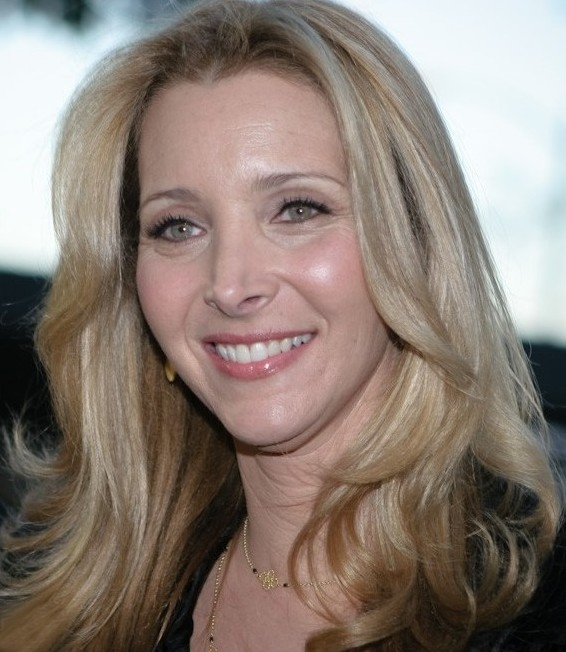
Việc Lisa Kudrow mang thai là cảm hứng cho cốt truyện để nhân vật Phoebe trở thành một người mẹ mang thai hộ.

## Đón nhận
Trong lần phát sóng đầu tiên, "The One with the Embryos" xếp thứ tư trong tuần từ ngày 12 tháng 1 đến ngày 18 tháng 1 năm 1998, với rating Nielsen là 17,3, tương đương với khoảng 16,8 triệu lượt xem hộ gia đình. Đây là chương trình được xếp hạng cao thứ tư trên NBC trong tuần đó, sau ER, Seinfeld và Veronica's Closet – tất cả đều được phát sóng trong danh sách Must See TV vào tối thứ năm của kênh.
"The One with the Embryos" là tập phim yêu thích nhất của Courteney Cox và Matt LeBlanc trong toàn loạt phim. Cảnh Phoebe nói chuyện với phôi là cảnh yêu thích của Kevin S. Bright trong lịch sử của chương trình vì khả năng của Kudrow "lôi kéo bạn vào cảnh quay ... mặc dù chỉ có cô ấy nói chuyện với cái đĩa". David Crane nhắc đến cách tập phim khám phá sự hào phóng; thực hiện một hành động vị tha đã được đền đáp khi Phoebe sinh con trong "The One Hundredth". Ngoài ra, Bright còn cảm thấy cuộc thi đố vui là chất xúc tác làm trẻ hóa toàn bộ mùa thứ tư.
Trong một bài đánh giá năm 2001, Entertainment Weekly đã cho tập phim đánh giá A+ và nói rằng "Chỉ nhờ cuộc thi đố vui, Embryos có lẽ là khoảnh khắc hay nhất của Friends". Bài viết chỉ ra câu thoại của Rachel "Anh ấy là một transpon-transpondster!" (trả lời câu hỏi "Công việc của Chandler Bing là gì?") là câu thoại hay nhất của tập phim. Các tác giả của Friends Like Us: The Unofficial Guide to Friends gọi đây là "ứng cử viên chắc chắn cho tập phim hay nhất mọi thời đại ... không thể không nhắc đến". Vào năm 2004, Tara Ariano của MSNBC.com viết rằng thông tin về các nhân vật "được tiết lộ một cách hài hòa với cốt truyện. Được viết và diễn xuất đẹp mắt, 'The One With The Embryos' gói gọn toàn bộ loạt phim trong một tập duy nhất". Tập phim được xếp thứ 21 trong danh sách "100 tập phim hay nhất mọi thời đại" của TV Guide.
Trong một bài viết năm 2018 kỷ niệm 20 năm ngày ra mắt tập phim, TV Guide đã nói đây là tập hay nhất của loạt phim và là "Những người bạn ở thời đỉnh cao." Kauffman cho biết cô ấy hy vọng "di sản của tập phim là những gì mọi người sẽ nhắc đến khi nói về loạt phim, đó là sự hài hước, chân thực và ngọt ngào."